# Clara el rinoceronte

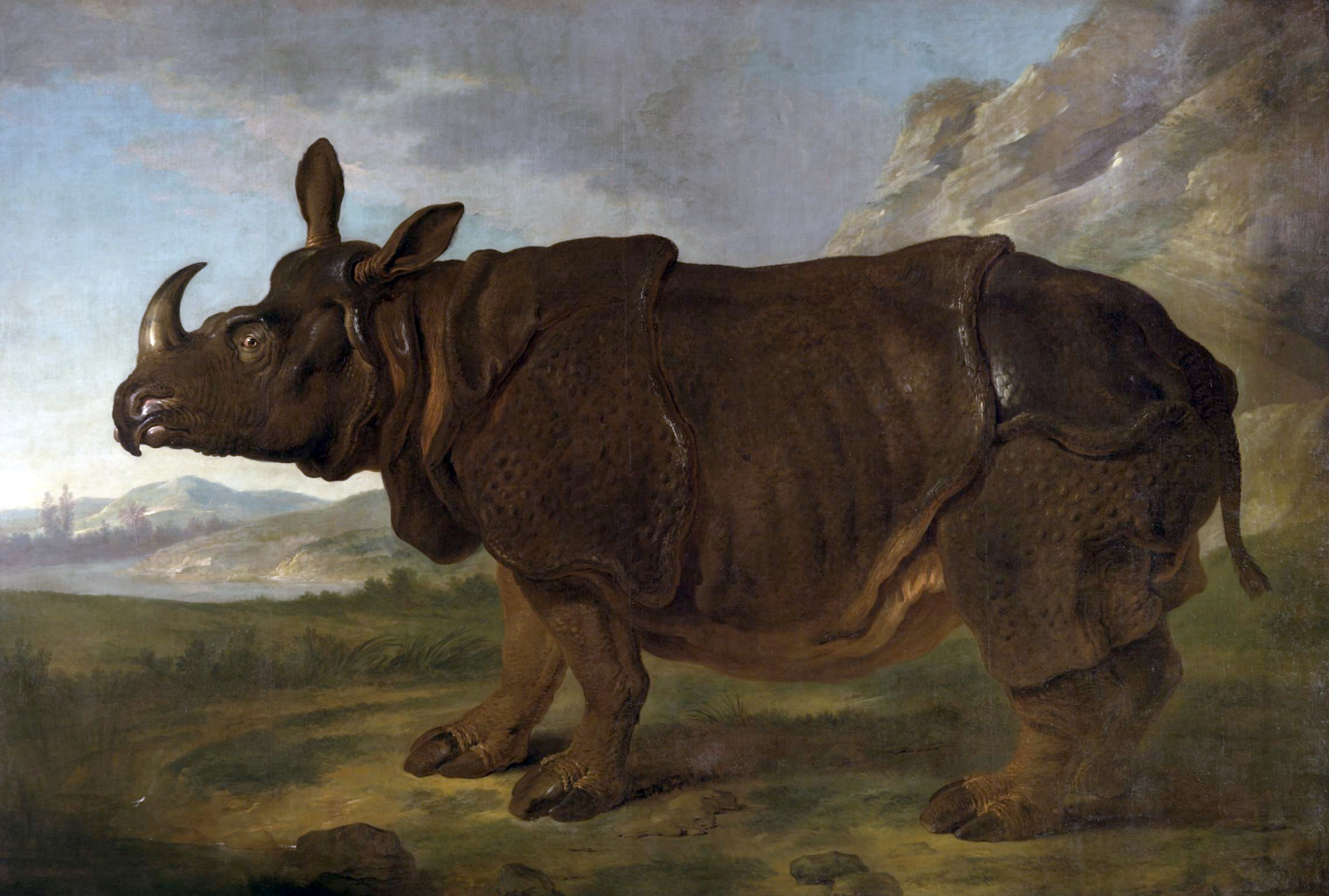
Retrato de Clara en París en 1749, por Jean-Baptiste Oudry.

El rinoceronte Clara (1738-14 de abril de 1758) fue un rinoceronte indio hembra de mediados del siglo XVIII. Llegó a Europa por Róterdam en 1741, pasando a ser el quinto rinoceronte vivo visto en Europa desde la llegada del Rinoceronte de Durero en 1515. Tras exhibiciones en pueblos de los Países Bajos, Alemania, Suiza, Polonia, Francia, Italia, Bohemia y Dinamarca, murió finalmente en Londres.

## Historia
En 1738, a la edad aproximada de un mes, Clara fue adoptada por Jan Albert Sichterman, director de la Compañía Holandesa de las Indias Orientales (Vereenigde Oostindische Compagnie) en Bengala en la India, después de que unos cazadores indios matasen a su madre. Fue domesticada fácilmente, y se le permitió libertad de movimientos alrededor de la residencia. En 1740, Sichterman la vendió o regaló al capitán Douwe Mout van der Meer del Knappenhof, quien volvió a los Países Bajos con Clara.
Clara desembarcó en Róterdam el 22 de julio de 1741 y fue inmediatamente exhibida al público en Bruselas en 1743 y en Hamburgo en 1744. Las exhibiciones tuvieron tanto éxito que Douwe Mout van der Meer dejó la Compañía Holandesa de las Indias Orientales en 1744 para recorrer Europa con su rinoceronte. Tenía un carro de madera especialmente construido para ella, y su piel se mantenía húmeda con aceite de pescado. La gira empezó en serio en primavera de 1746 y fue un gran éxito. Clara visitó Hannover y Berlín, donde el Rey Federico II de Prusia la vio el 26 de abril en Spittelmarkt. La gira continuó por Fráncfort del Óder, Breslau y Viena, donde el Emperador Francisco de Lorena y la emperatriz María Teresa la vieron el 5 de noviembre.

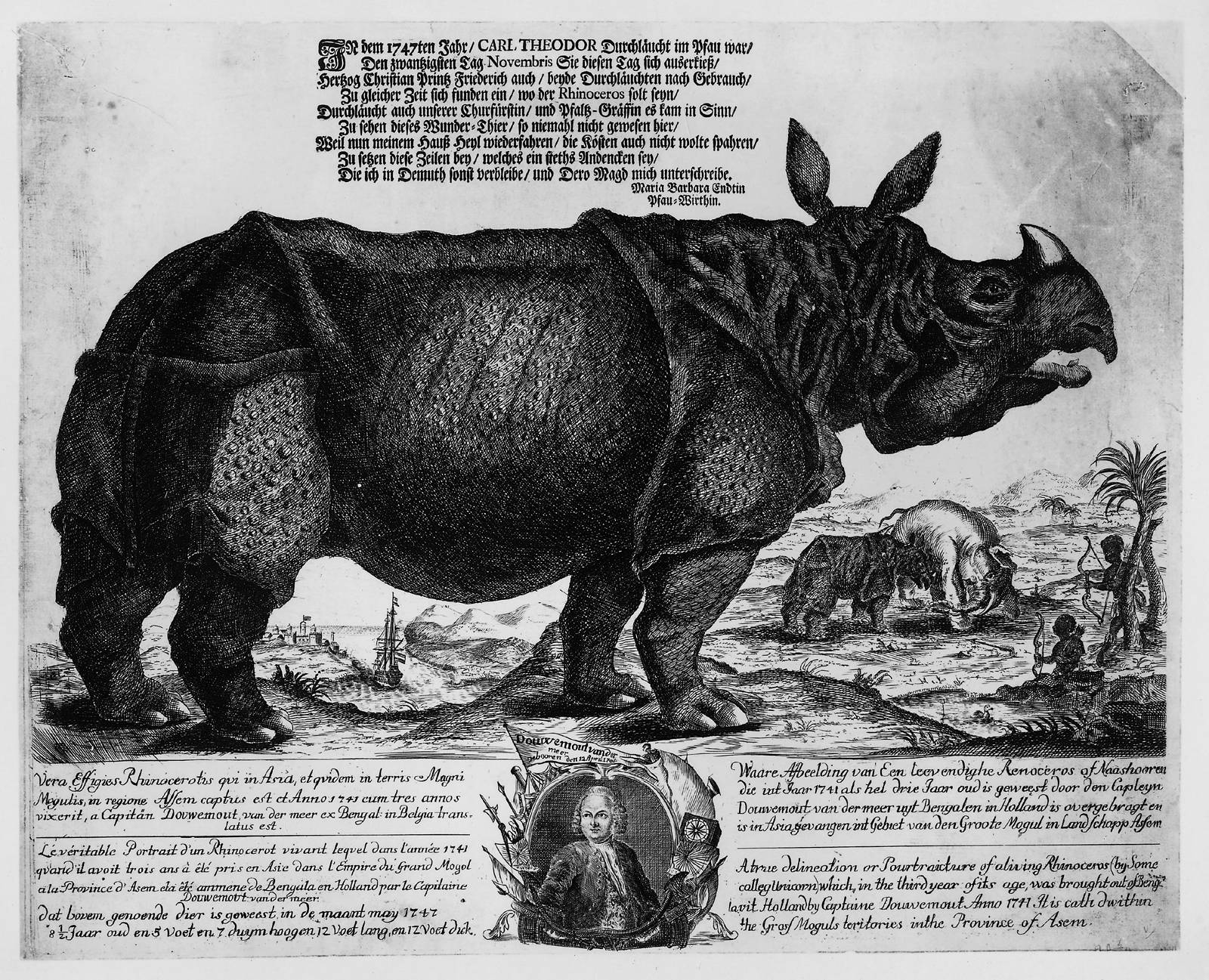
Ejemplo de las imágenes de Clara impresas en masa vendidas por Douwe Mout van der Meer.

En 1747 viajó a Ratisbona, Friburgo y Dresde, donde Johann Joachim Kändler, de la fábrica de Porcelana de Meissen la tomó como modelo y fue visitada el 19 de abril por Augusto III de Polonia, el Electorado de Sajonia y el Rey de Polonia. Estaba en Leipzig el 23 de abril por Pascua y visitó el Gasthof (posada) de "Zum Pfau" en Mannheim. En diciembre estaba en Estrasburgo.
En 1748 visitó Berna, Zúrich, Basilea, Stuttgart, Augsburg, Núremberg y Würzburg. Volvió a Leiden y visitó Francia. Estuvo en Reims en diciembre de 1748, donde fue recibida por el Rey Luis XV de Francia en enero de 1749 en la reserva real de Versalles. Pasó cinco meses en París, donde causó sensación: se escribieron sobre ella cartas, poemas y canciones, y se crearon pelucas à la rhinocèros. Clara fue examinada por el naturalista Buffon, Jean-Baptiste Oudry pintó un retrato de tamaño natural e inspiró a la Marina Francesa para nombrar al buque Rhinoceros en 1751. En la Encyclopédie de Diderot y D'Alembert y en la obra de Buffon Histoire naturelle, générale et particulière apareció un dibujo basado en la pintura de Oudry.

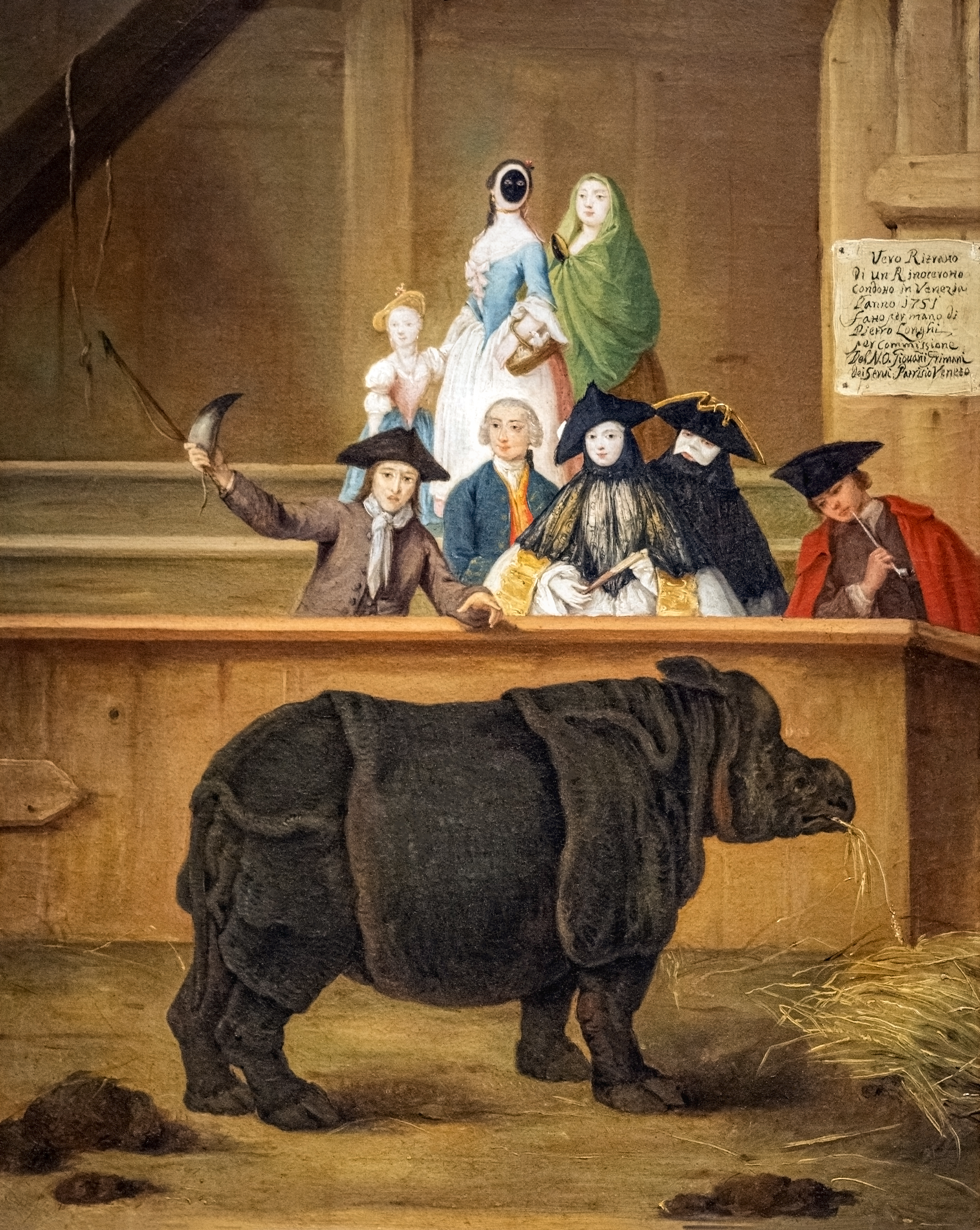
Clara, pintada por Pietro Longhi en Venecia en 1751. Un espectador sostiene su cuerno, que se le cayó en Roma el año anterior.

A finales de 1749, Clara se embarcó en Marsella hacia Italia. Evitando el destino del Rinoceronte de Durero, que se ahogó en un naufragio en la costa de Liguria junto a Porto Venere en 1516. Clara visitó Nápoles y Roma. En marzo de 1750 visitó las Termas de Diocleciano. Al parecer se le cayó el cuerno mientras se encontraba en Roma (un problema habitual de los rinocerontes confinados en pequeños espacios, que frotan su cuerno repetidamente contra las paredes de sus jaulas, aunque algunos testimonios dicen que se lo cortaron en Roma por razones de seguridad).
Pasó junto a Bolonia en agosto y en Milán en octubre. Llegó a Venecia en enero de 1751, donde sería una gran atracción en el carnaval y fue pintada por Pietro Longhi. Pasó por Verona en el camino de vuelta a Viena. Llegó a Londres a finales de año, donde la contempló la familia real británica.
Poco se sabe acerca de su itinerario exacto de 1752 a 1758, pero se sabe que visitó Praga, Varsovia y Breslau (otra vez) en 1754, y Copenhague en 1755. Volvió a Londres en 1758, donde fue exhibida en el Horse and Groom en Lambeth, donde las entradas costaban seis peniques o un chelín. Allí moriría el 14 de abril, a la edad de 20 años.

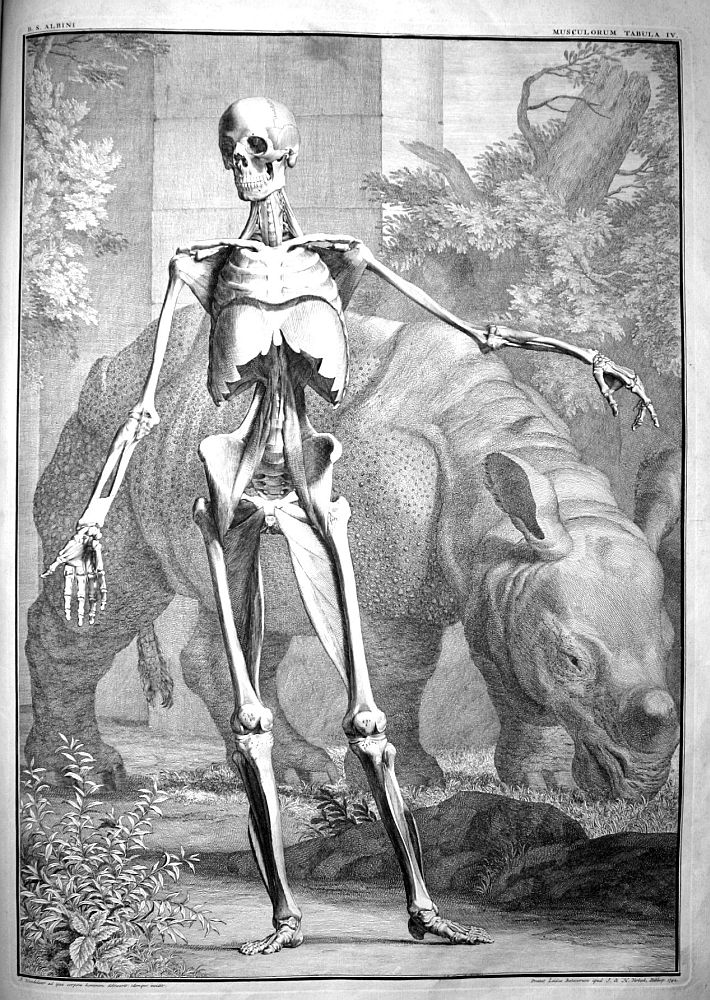
Clara en 1742, grabado de Jan Wandelaar
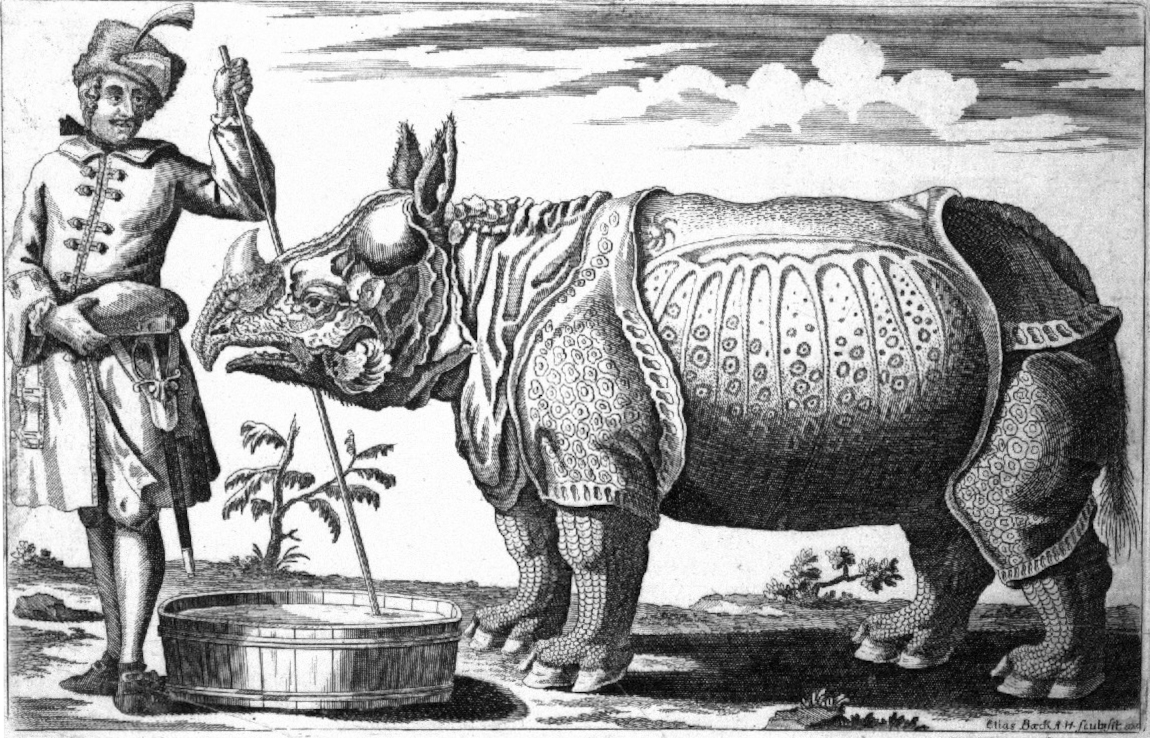
Clara en Viena en 1746, grabado de Elias Baeck